# Pressupost de la Unió Europea
El pressupost de la Unió Europea conté tots els ingressos i totes les despeses de la UE. Si bé ha anat augmentant al llarg del temps, actualment el seu límit està fixat en l'1,27% del PIB de la Unió. El pressupost anual es fixa basant-se en un marc financer plurianual prèviament establert per a un període no inferior a cinc anys (actualment 7 anys). Per al període financer 2007-2014 es discutí la proposta d'alguns països com Alemanya o els Països Baixos de reduir-lo a l'1% del PIB de la Unió, però aquesta proposta troba una forta oposició en els 10 països incorporats a la Unió l'any 2004 i en països com Espanya, Grècia, Irlanda o Portugal.

## Marc financer
El marc financer és un pla de despesa plurianual que transforma en termes financers les prioritats de la UE i limita la despesa de la unió durant un període determinat.
Les principals raons que justifiquen un marc financer plurianual són les següents:
- Assegurar una evolució controlada de la despesa al llarg del temps.
- Facilitar la planificació de projectes i programes multianuals.
- Assegurar els recursos suficients per a les prioritats de la Unió a mitjà i llarg termini.
- Facilitar el procés de decisió i l'acord entre el Consell i el Parlament en l'elaboració del pressupost anual.

## Ingressos
| Recursos propis tradicionals | 16.826 (12%)   |
| Recursos propis IVA          | 18.264 (13%)   |
| Recursos propis RNB          | 104.548 (74%)  |
| Altres ingressos             | 1.575 (1%)     |
| Total                        | 141.214 (100%) |

Els ingressos es classifiquen en recursos propis, que representen el 99% dels ingressos, i altres ingressos. A aquests ingresos s'hi han d'afegir certs mecanismes de correcció.
Els recursos propis consisteixen en:
- Recursos propis tradicionals: són els drets de duanes, els drets agrícoles i les cotitzacions del sucre i la isoglucosa.
- Recursos propis basats en l'IVA: consisteix a transferir a la Unió Europea un percentatge de l'IVA estimat recaudat pels estats membres.
- Recursos propis basats en la RNB: consisteix en la transferència, per part dels estats membres, d'un percentatge de la seva RNB.

El principal mecanisme de correcció és l'anomenat «xec britànic». El «xec britànic» consisteix en una reducció de la contribució del Regne Unit equivalent a dos terços de la diferència entre la seva contribució (exclosos els recursos propis tradicionals) i el que rep del pressupost. Aquesta correcció es finança per la resta d'estats membres, però Alemanya, Països Baixos, Àustria i Suècia tenen una reducció en les seves contribucions al «xec britànic». D'altra banda, a aquests mateixos països se'ls ha aplicat un tipus de referència de l'IVA reduït durant el període 2007-2013; els Països Baixos i Suècia també tingueren una reducció de les seves contribucions basades en la RNB durant el mateix període.

## SKIBI TOILET CHAPTER 1
Les despeses de la Unió Europea es divideixen en dos grans blocs:
- Despeses de funcionament: inclou les despeses de funcionament dels organismes de la Unió (personal, immobles, materials...). Suposa menys del 10% de la despesa de la Unió Europea.
- Despeses d'operacions: inclou les despeses de les diferents polítiques comunitàries. Hi ha 8 àrees de polítiques comunitàries:
  - Fons Europeu d'Orientació i Garantia Agrícola, Secció Garantia (FEOGA-Garantia). Suposa gairebé la meitat de les despeses de la Unió i la major part d'aquests fons estan destinats a la Política Agrària Comunitària.
  - Operacions estructurals, fons estructurals i de cohesió: mecanisme financer, altres operacions agrícoles i regionals, transports i pesca. Suposa un 34% de la despesa de la Unió.
  - Formació, joventut, cultura, sector audiovisual, informació, dimensió social i ocupació. Suposa prop de l'1% de la despesa de la Unió.
  - Energia, control de la seguretat nuclear de l'Euratom i medi ambient. Suposa menys del 0,5% de la despesa de la Unió.
  - Protecció dels consumidors, mercat interior, indústria i xarxes transeuropees. Suposa entre un 1% i un 2% de la despesa de la Unió.
  - Recerca i desenvolupament tecnològic. Suposa un 4% de la despesa comunitària.
  - Mesures exteriors. Suposa un 7% de la despesa comunitària.
  - Política exterior i de seguretat comuna. Suposa un 0,1% de la despesa comunitària.

### Ajuts a l'agricultura
La Unió Europea subvenciona la producció agrícola europea amb la finalitat de millorar la seva productivitat, garantir el nivell de vida dels treballadors i assegurar el subministrament alimentari a preus raonables als consumidors.
L'estat que més se'n beneficia és França, seguit d'Espanya, Alemanya i Itàlia. Davant l'entrada el 2004 de nous països membres amb elevats percentatges de població en sector agrícola es decidí que els ajuts directes de la Política Agrícola Comuna (PAC) s'implementessin de manera progressiva i així el 2004 reberen ajuts equivalents al 25% del nivell comunitari, el 2005 al 30%, 35% el 2006, 40% el 2007 i un augment del 10% anual fins a arribar al 100% l'any 2013.

### Fons estructurals
Els fons estructurals es poden dividir en quatre grans blocs:
- Fons Europeu de Desenvolupament Regional (FEDER): És la partida més important i es tracta d'ajuts per a la construcció d'infraestructures i altres inversions destinades a crear ocupació.
- Fons Social Europeu (FSE): Fons que finança la formació per a la reinserció laboral d'aturats i altres sectors desafavorits.
- Fons Europeu de Desenvolupament Rural (FEADER) Arxivat 2019-12-20 a Wayback Machine.
- Fons Europeu d'Orientació i Garantia Agrícola (FEOGA)
  - Finança programes de desenvolupament rural i de suport als agricultors de les regions rurals.
  - Finança les Organitzacions Comunes de Mercat (OCM) que regulen la producció i comercialització de productes agrícoles.
- Fons Europeu Marítim i de la Pesca Arxivat 2019-12-20 a Wayback Machine. (FEMP): Fons destinat a finançar la modernització de la flota pesquera i la diversificació econòmica de les zones l'economia de les quals depèn d'aquesta activitat.

Per tal de discernir quines regions es poden beneficiar d'aquests fons, existeixen tres criteris:
- Objectiu 1: inclou les regions amb un PIB per capita inferior al 75% de la mitjana comunitària i s'emporta el 70% dels fons estructurals.
- Objectiu 2: destinat a les regions amb dificultats a proposta dels estats membres posteriorment revisades per la Comissió. Han de ser regions que no sumin més del 18% de la població de la UE i estiguin sotmeses a canvis socioeconòmics importals i/o siguin àrees industrials, rurals o pesqueres en declivi.
- Objectiu 3: dona suport a l'adaptació i modernització de les polítiques d'educació, formació i ocupació i es destina a regions que no estiguin incloses en l'objectiu 1.

### Fons competititus
Els fons competitius són aquells programes de finançament gestionats directament per la Comissió Europea o les seves agències executives, en contraposició als fons europeus de caràcter descentralitzat o gestionats per les administracions nacionals (centrals, autonòmiques, regionals i locals):
- Fons Europeu d'Inversions Estratègiques (EFSI) Arxivat 2019-12-20 a Wayback Machine.
- Promoció de Productes Agrícoles (PPA) Arxivat 2019-12-20 a Wayback Machine.
- Horizon 2020
- Competitivitat de les Empreses i Pimes (COSME) Arxivat 2019-12-20 a Wayback Machine.
- Mecanisme Connectar Europa (CEF) Arxivat 2019-12-20 a Wayback Machine.
- Solucions d'Interoperabilitat per a l'Administració Europea (ISA2) Arxivat 2019-12-20 a Wayback Machine.
- Tercer Programa de Salut Arxivat 2019-12-20 a Wayback Machine.
- LIFE Arxivat 2019-12-20 a Wayback Machine.
- ERASMUS+ Arxivat 2019-12-20 a Wayback Machine.
- Europa Creativa Arxivat 2019-12-20 a Wayback Machine.
- Europa amb els Ciutadans Arxivat 2019-12-20 a Wayback Machine.
- Ocupació i Innovació Social (EaSI) Arxivat 2019-12-20 a Wayback Machine.
- Drets, Igualtat i Ciutadania (REC) Arxivat 2019-12-20 a Wayback Machine.
- Asil, Migració i Integració (AMIF) Arxivat 2019-12-20 a Wayback Machine.
- Ajuda a les persones més desafavorides (FEAD) Arxivat 2019-12-20 a Wayback Machine.
- Fons europeu d'adaptació a la globalització (FEAG) Arxivat 2019-12-20 a Wayback Machine.
- Consumidors Arxivat 2019-12-20 a Wayback Machine.
- Programa de Justícia Arxivat 2019-12-20 a Wayback Machine.
- Fons per a la Seguretat Interna (ISF) Arxivat 2019-12-20 a Wayback Machine.
- Mecanisme d'Ajut Humanitari i Protecció Civil Arxivat 2019-12-20 a Wayback Machine.
- Fons Europeu de Solidaritat (ESF) Arxivat 2019-12-20 a Wayback Machine.
- Instrument Europeu de Veïnatge (ENI) Arxivat 2019-12-20 a Wayback Machine.
- Instrument de Col·laboració (PI) Arxivat 2019-12-20 a Wayback Machine.
- Instrument de Preadhesió II (IPA II) Arxivat 2019-12-20 a Wayback Machine.
- Instrument per a la Cooperació al Desenvolupament (DCI) Arxivat 2019-12-20 a Wayback Machine.
- Iniciativa de Voluntaris/àries de la UE (EU Aid Volunteers) Arxivat 2019-12-20 a Wayback Machine.
- Fons Europeu de Desenvolupament (EDF) Arxivat 2019-12-20 a Wayback Machine.
- Instrument Europeu per a la Democràcia i els Drets Humans (EIDHR) Arxivat 2019-12-20 a Wayback Machine.
- Instrument per a l'Estabilitat i la Pau (IcSP) Arxivat 2019-12-20 a Wayback Machine.
- Instrument per a la Cooperació en Seguretat Nuclear (INSC) Arxivat 2019-12-20 a Wayback Machine.
- Programa Estadístic Europeu Arxivat 2019-12-20 a Wayback Machine.
- Hercule III Arxivat 2019-12-20 a Wayback Machine.
- Duana 2020 Arxivat 2019-12-20 a Wayback Machine.
- Fiscalis 2020 Arxivat 2019-12-20 a Wayback Machine.
- Pericles 2020 Arxivat 2019-12-20 a Wayback Machine.

### Fons de cohesió
Són fons destinats a aquells països amb un PIB per capita inferior al 90% de la mitjana comunitària. En l'actualitat els estats membres beneficiats són Grècia, Portugal, Irlanda i els 10 nous estats membres incorporats el 2004.